# Valnesfjord
Valnesfjord est une localité du comté de Nordland, en Norvège.

## Géographie
Administrativement, Valnesfjord fait partie de la kommune de Fauske.